# Konrad Meyer-Hetling
Konrad Meyer-Hetling (Einbeck, 15 maggio 1901 – Einbeck, 25 aprile 1973) è stato un criminale di guerra tedesco e Oberführer delle SS.
È noto per aver partecipato all'ideazione del Generalplan Ost.

## Biografia

### I primi anni
Konrad Meyer-Hetling nacque nel distretto di Salzderhelden nella città tedesca di Einbeck, in Bassa Sassonia. Figlio di un insegnante, studiò agronomia all'Università di Gottinga e ottenne un dottorato nel 1926 con una tesi sulla produzione agricola. Divenne un assistente all'università e nel 1930 ottenne l'abilitazione.
Dal 1930 al 1933 insegnò all'Università di Gottinga e nel 1934 divenne professore all'Università di Jena. Nello stesso anno insegnò anche all'Università di Berlino e divenne consulente del Ministero Federale dell'Educazione e della Ricerca per la riforma della ricerca e dell'istruzione agricola tedesca. Meyer fu uno degli agronomi e pianificatori territoriali chiave del periodo nazista e lavorò come caporedattore delle principali riviste nei settori.

### Il Generalplan Ost

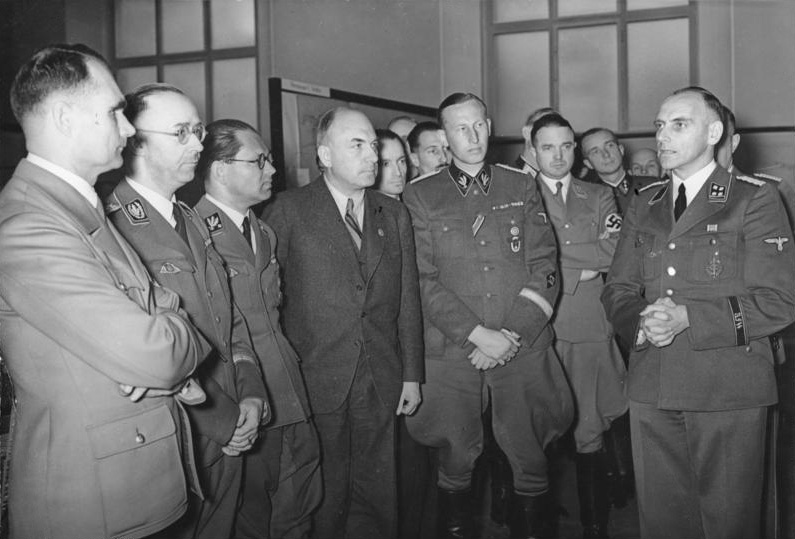
Rudolf Hess, Heinrich Himmler, Philipp Bouhler, Fritz Todt e Reinhard Heydrich (a partire da sinistra) mentre ascoltano Meyer durante un'esposizione del Generalplan Ost il 20 marzo 1941

Meyer entrò a far parte del NSDAP il primo febbraio del 1932 e delle SS il venti giugno dell'anno successivo. Nel 1935 fu assunto presso l'Ufficio Centrale per la Razza e le Colonie (RuSHA). Nel 1939 divenne direttore dell'ufficio di pianificazione del Commissariato del Reich per il rafforzamento della germanicità (RKFDV) di Heinrich Himmler, lavorando anche per i suoi consulenti.
All'inizio del 1940 l'RSHA preparò con la collaborazione di Meyer la versione iniziale del Generalplan Ost, un piano che prevedeva la germanizzazione dell'Europa orientale. Tra i sottoposti di Meyer nell'RKFDV che lo aiutarono nella creazione del protocollo spiccavano le figure del geografo Walter Christaller e l'architetto paesaggista Heinrich Wiepking-Jürgensmann. Dal 1944 al termine della guerra Meyer insegnò in una scuola d'addestramento per ufficiali delle Waffen-SS.

### Gli ultimi anni
Dopo la guerra Meyer fu accusato dalle autorità statunitensi nel processo RuSHA. Fu giudicato colpevole per essere stato membro di un'organizzazione criminale (le SS), ma non per aver commesso crimini di guerra o crimini contro l'umanità. Meyer fu scarcerato nel 1948 e nel 1956 fu nominato professore di agricoltura e pianificazione territoriale all'Università di Hannover, dove lavorò fino al suo pensionamento nel 1964.